# Theodor Knolle

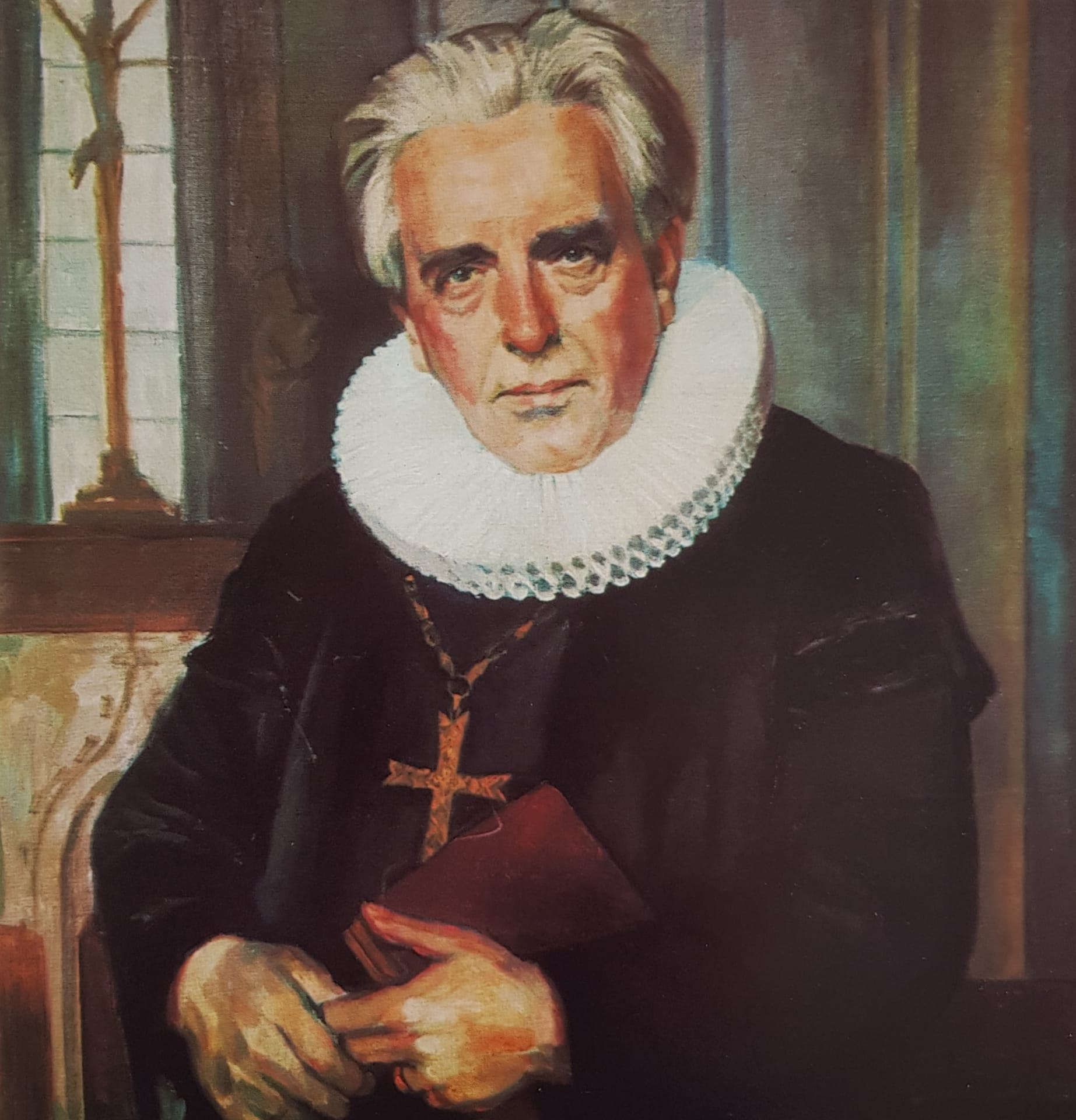
Gemälde des Bischofs Theodor Knolle von Siegfried Assmann (1956) in der Hauptkirche St. Petri in Hamburg

Theodor Ludwig Georg Albert Knolle (* 18. Juni 1885 in Hildesheim; † 2. Dezember 1955 in Hamburg) war ein deutscher evangelisch-lutherischer Theologe und Bischof der Evangelisch-Lutherischen Kirche im Hamburgischen Staate.

## Leben
Der Sohn eines Kaufmanns besuchte das Gymnasium in Magdeburg. Nachdem er sein Abitur absolviert hatte, studierte er an den Universitäten in Halle (Saale), Marburg und Berlin. In Halle legte er 1907 sein erstes theologisches Examen ab, ging 1908 an das evangelische Predigerseminar in Wittenberg und absolvierte 1909 in Magdeburg sein zweites theologisches Examen. Nachdem er seine theologische Ausbildung in Wittenberg abgeschlossen hatte, wurde er am 23. Juni 1910 für die Evangelische Landeskirche der älteren Provinzen Preußens in Magdeburg als Hilfsprediger in Greppin ordiniert. Dort wurde Knolle 1913 Pfarrer; 1916 wechselte er als 3. Pfarrer an die Stadtkirche Wittenberg.
In Wittenberg betätigte er sich unter anderem als Studentenseelsorger des Predigerseminars, bevor er 1924 als Hauptpastor an die St.-Petri-Kirche in Hamburg der evangelisch-lutherischen hamburgischen Landeskirche berufen wurde. Im gleichen Jahr, am 19. April 1924, wurde er von der Theologischen Fakultät der Universität Halle-Wittenberg zum Doktor der Theologie promoviert.
Nach der Absetzung des eher liberalen Seniors der hamburgischen Landeskirche Karl Horn durch konservative Lutheraner und Anhänger der Jungreformatorischen Bewegung und Durchsetzung einer neuen hierarchischen Kirchenverfassung wurde Knolle ab 25. Juli 1933 als Generalsuperintendent, ein neu geschaffenes Amt, Stellvertreter des Landesbischofs, ebenfalls ein neues Amt, damals besetzt mit Simon Schöffel. Da er ein Gegner der nationalsozialistischen Eingliederungsmaßnahmen der Hamburgischen Kirche in eine Reichskirche war, trat er am 1. März 1934 von diesem Amt zurück. Er wurde Mitglied der Bekennenden Kirche und war Mitbegründer der Luthergesellschaft.
1945 wurde er Mitglied des Geistlichen Rates in Hamburg, 1946 Mitglied der Generalsynode der Vereinigten Evangelisch-Lutherischen Kirche Deutschlands, 1948 Mitglied der Kirchenversammlung in Eisenach, sowie Präsident der Landessynode und 1949 stellvertretendes Mitglied der Synode der EKD. Knolle wurde auch 1946 als Ausbildungsreferent Oberkirchenrat, 1948 Dozent für Theologie an der Kirchlichen Hochschule in Hamburg und 1950 Professor ebenda. Nachdem die Kirchliche Hochschule in Hamburg als theologische Fakultät der Universität Hamburg angegliedert wurde, war er dort auch ab 1954 Honorarprofessor. Noch im selben Jahr wählte man ihn zum Landesbischof von Hamburg, welches Amt er am 23. Januar 1955 antrat.
Knolle heiratete am 3. Februar 1920 in Suhl Johanna Marie Elisabeth Lindemann. Aus dieser Ehe stammen ein Sohn und eine Tochter.

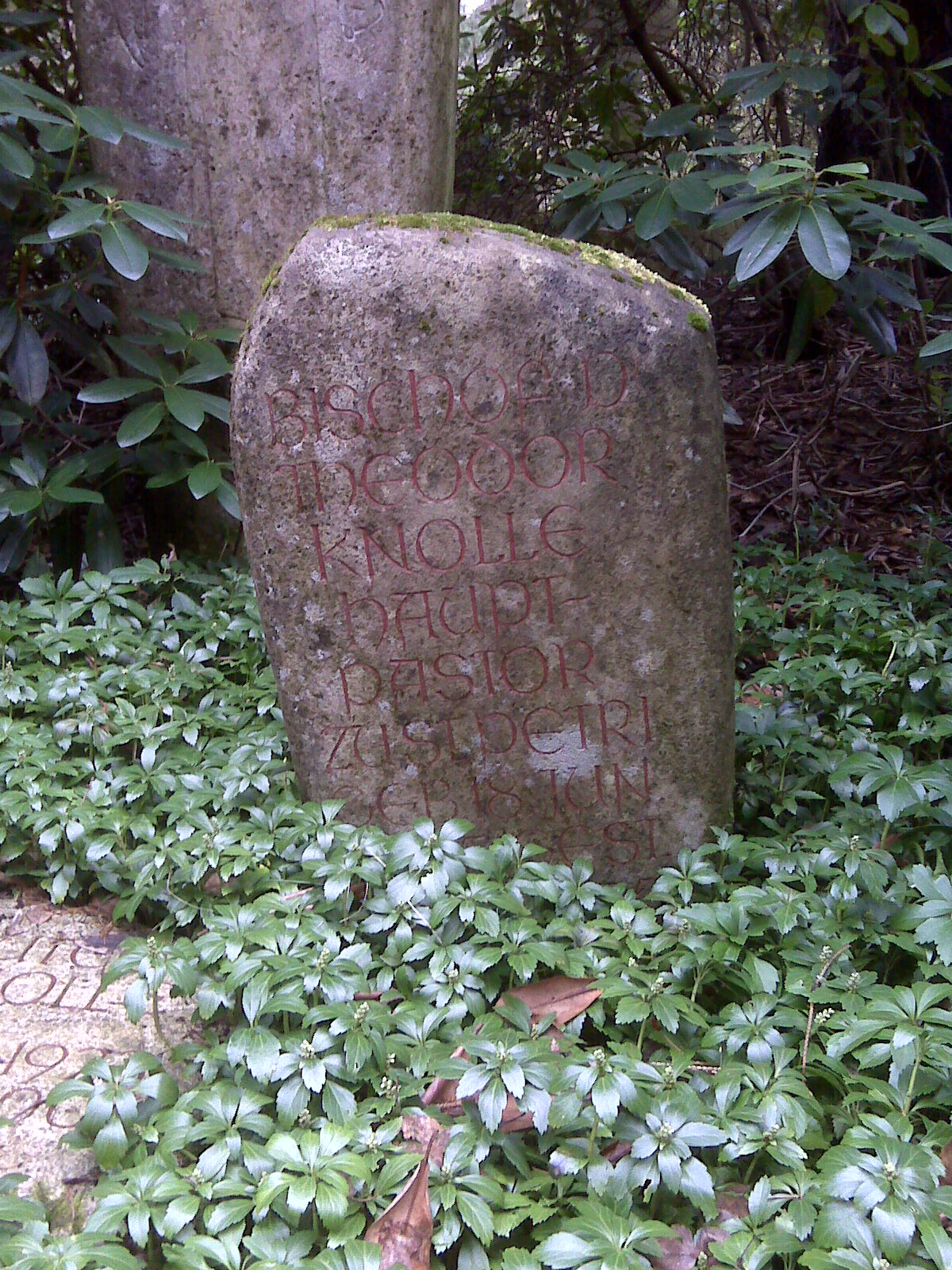
Grabplatte auf dem Ohlsdorfer Friedhof

## Wirken
Knolle hat sich in seinen Schriften vor allem der Lutherforschung gewidmet. Dabei sind, zum Beispiel im Lutherjahrbuch, viele Aufsätze von ihm erschienen. Auch seine Bücher behandelten zentral dieses Thema.

## Werke (Auswahl)
- Deutsches Volk und deutsche Kirche! 1916
- Reformations-Jubelfeier in Wittenberg 1917. 1917
- Luther unser Mitkämpfer!: Predigt über PS. 89, 20, geh. Am Reformationsfeste. 1917
- Wittenbergs Feier der Tat Dr. Martin Luthers, 10. Dez. 1520. 1920
- als Hrsg. mit Gotthard Eberlein: Seit an Seit. Volksliederbuch für den Jugendbund. Jena 1924
- Luthers Heirat nach seinen und seiner Zeitgenossen Aussagen. 1925
- als Hrsg.: Das lutherische Hamburg: Aufsätze zur Geschichte u. Gegenwart d. Luthertums. 1928
- mit Karl Horn: Aus Hamburgs Kirche: 1529-1929. 1929
- Luther und die Bilderstürmer in seinen und seiner Zeitgenossen Aussagen. 1922
- Der Prototyp des Lutherbildes mit dem Schwan. 1931
- Bindung und Freiheit in der liturgischen Gestaltung. Göttingen 1932
- Luthers Glossen zum Alten Testament. In Auswahl nach der Ordnung seiner Lehre. München 1935
- Luthers Glaube. Eine Widerlegung. Weimar 1938
- Die Eucharistiefeier und der lutherische Gottesdienst. 1939
- mit Paul Althaus: Luther und das Probetestament von 1938. Gütersloh 1940
- als Hrsg.: Luther in der deutschen Kirche der Gegenwart. 1940
- als Hrsg. mit Volkmar Herntrich: Schrift und Bekenntnis. Zeugnisse lutherischer Theologie, Hamburg 1950.